# 赫卡忒
赫卡忒是希腊神话中前奥林匹亚的一个重要的泰坦女神，也是象征着暗月之夜的“月陰女神”或“黑月女神”。
赫卡忒总是和下弦月、夜晚、鬼魂、阴间、精灵、魔法、巫术和招魂术联系在一起。她是著名的不可抗拒的死神，无法战胜或无人能及的女皇，同样也是妖术、魔咒和女巫的守护女神。赫卡忒是一位具有强大法力的女神，她曾经帮助宙斯打败过独眼巨人，所以她有着巨人一般的强大力量，即使是众神之王宙斯也都敬畏黑卡蒂女神。赫卡忒可能起源于古埃及的青蛙女神海奎特或是来自于亚细亚的西南地区，并且掌控着所有三岔路的交叉口，她总会在子夜时分出现在鬼魂前往阴间必经的三岔路口，高举着火炬指引鬼魂通往阴间。
赫卡忒在很多方面都与女猎神阿耳忒弥斯非常相像，随着时间的推移，人们逐渐将二者混为一谈，则把赫卡忒视为阿耳忒弥斯在阴间的黑暗分身，并且赫卡忒还创造了地狱，是掌管地狱通道的女神。赫卡忒在天空和大地都有着极大的权力，出行时总是有一群来自地狱的猎犬为其护驾。火炬则是赫卡忒象征性的重要标志，借助它，赫卡忒才能得以在阴曹地府与得墨忒耳一同救出被冥王哈帝斯所虏走的珀耳塞福涅。赫卡忒为人熟知的身份有“鬼魂女王”、“黑魔法女主人”和“地狱钥匙掌管者”。她是一位伟大的魔法女神，地位甚至比喀耳刻还要重要。

## 谱系和崇拜
按照赫西俄德在《神谱》中编排的奥林匹斯教众神谱系，赫卡忒是提坦神珀耳塞斯与阿斯忒里亚的女儿，也就是阿耳忒弥斯的表姐妹。其它一些说法则认为，赫卡忒是宙斯与得墨忒耳（或赫拉）之女。 
某些因素表示赫卡忒可能不是一个起源于希腊的神祇，也许而是一个从东方引入的外来神。早期的古希腊神话，如荷马史诗中并未提及到赫卡忒。《得墨忒耳颂歌》中写到过赫卡忒的事迹，但只是到了赫西俄德创作的《神谱》时，他大力推崇赫卡忒女神的地位，《神谱》中赫卡忒被特别记载为一位极为重要的女神。
现代研究者认为，赫卡忒最有可能发源于小亚细亚的卡里亚地区。写有其名字的现存最古老铭文发现于亚洲的米利都（一个位于卡里亚附近的希腊殖民城邦）。有迹象显示，赫卡忒在传入希腊后仍然是亚洲的重要神祇，在弗里吉亚和卡里亚发现了大量与赫卡忒崇拜有关的文物。在亚洲，赫卡忒似乎被奉为大母神。可能是在亚洲的希腊殖民者将赫卡忒信仰带回了希腊。
古代希腊世界的赫卡忒神庙主要分布于拉癸那、阿耳戈斯、厄琉息斯和西西里。在神庙举行的崇拜活动并不涉及得墨忒耳式的秘密祭典（厄琉息斯秘仪），但有学者认为民间崇拜中很可能会举行秘密宗教仪式。赫卡忒教派的信徒主要分布于色雷斯，在那里她的职能与赫耳墨斯相近，并且被表现为一个半夜行走的老太婆形象。赫卡忒的最重要的圣所位于小亚细亚的拉癸那。该城邦以赫卡忒作为自己的守护神，并有宦官专门侍奉在古典时代，拉癸那的赫卡忒神庙每年都举行大规模集会。前1世纪的古希腊地理学家斯特拉波提到，在以弗所也有赫卡忒的神庙。
赫卡忒的圣兽是狗。她有时被称为“黑狗”。对她的崇拜方式之一就是每月献上一个名为“赫卡忒晚餐”的祭品，其中必须包括狗肉。在色雷斯的科罗丰，女神本人也被表现成狗的形象。
赫卡忒的神圣植物有紫杉、柏树、柳树、大蒜、乌头和曼德拉草等。火炬是赫卡忒最具代表性的象征物之一。无论是在天界、人间还是冥界，她都拥有着极为强大的法力和权能。

## 职能

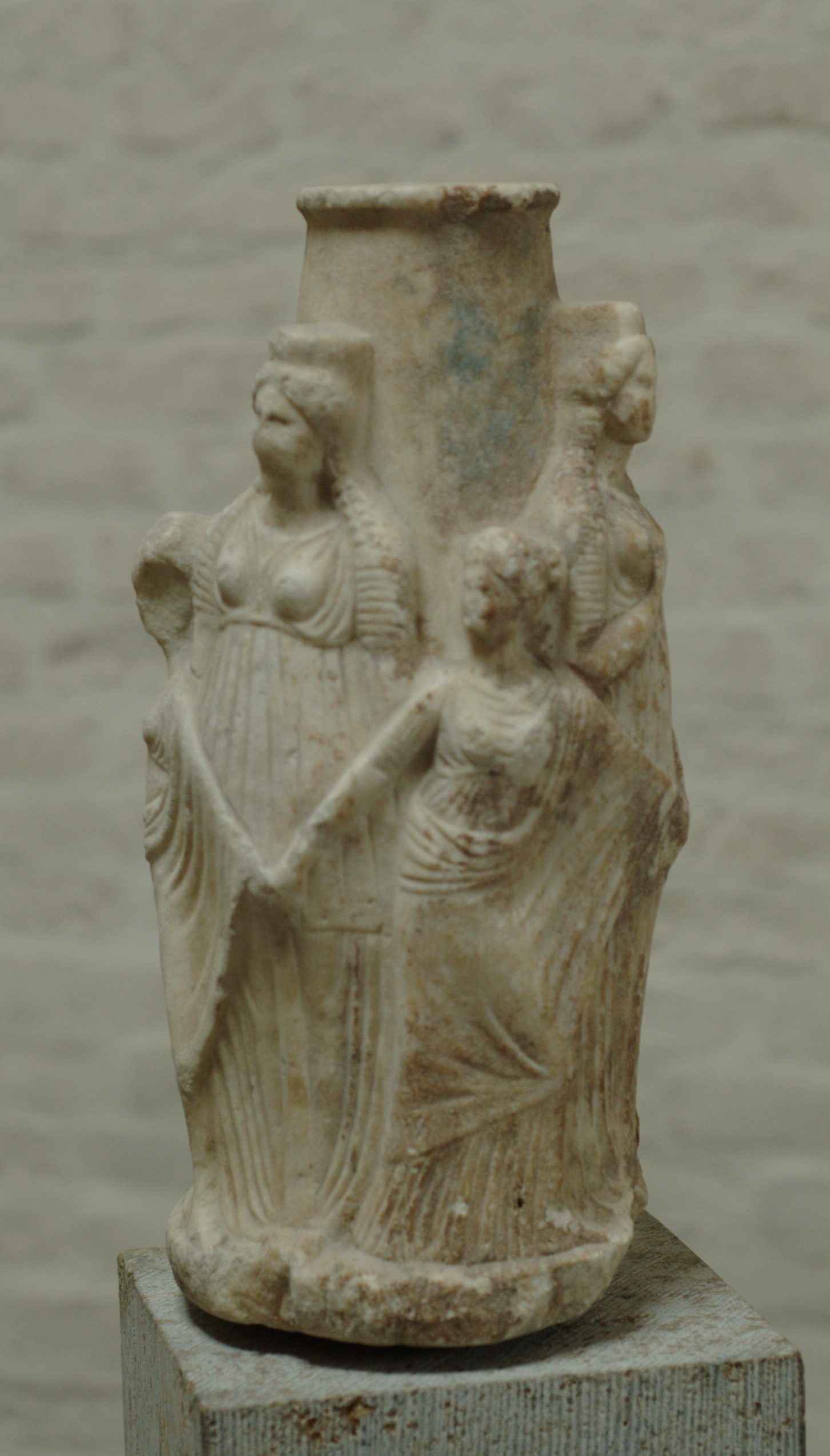
前3世纪阿提卡地区的一尊三面式赫卡忒柱像，注意同一像上还雕刻着美惠三女神。

赫卡忒最初可能是掌管荒野与生育的女神。有一个故事提到，赫卡忒本来是一个凡人，因在死后被阿耳忒弥斯赋予了新的灵魂而成为一个职能与涅墨西斯相近的复仇神。这个故事可能是赫卡忒刚被引入希腊时出现的，以后的神话（如赫西俄德记载的那些）就将赫卡忒直接置入了提坦神系中。
赫西俄德把赫卡忒列为最有权力的伟大神祇之一，是诸神之王—宙斯十分敬重的女神，并说她的力量是由宙斯所赐：宙斯在镇压了提坦和独眼巨人之后仍然让赫卡忒保有原来的职能，甚至还赋予了她更多的荣耀。《神谱》中描述赫卡忒管辖的范围十分广泛，囊括了大地、不产谷物的海洋和繁星点缀的天空，极受永生众神的敬重。赫卡忒赐福给向她祈祷的人；她给人们带来了财富，使牲畜繁殖生长；她帮助人类打猎和捕鱼；她保佑航海者，阻止暴风，赐予他们顺风；她在竞赛和战场上赐予一方胜利；她帮助人类生育和抚养子女（关于赫卡忒作为抚养子女的女神，在神话中有她哺育阿波罗和阿耳忒弥斯的例子）；她还帮助被遗弃的情人。赫卡忒在众神中也享有很高的地位，赫西俄德对赫卡忒的大肆宣扬引起了一些学者的困惑，因为赫卡忒来自异乡且在神系中的地位并非重要。有人解释说这是因为赫西俄德的出生地就盛行赫卡忒崇拜。另一些学者则认为这些夸大赫卡忒威力的说法是后来俄耳甫斯教教徒窜入《神谱》中的。
大约从前5世纪起，赫卡忒的职能逐渐向灵魂和巫术方面转化。她居住在冥界，开始掌管鬼魂、巫术和魔法，许多咒语中都带有她的名字。在冥界，她率领着鬼魂在墓地或十字路口游荡，把死人唤醒，有时自己也会变化为妖魔恐吓行人。人们相信，若冒犯赫卡忒就会遭到邪恶精灵的报复。赫卡忒是把守人间与灵魂世界之间的边界的女神。因此，在城门、门口附近经常放置有赫卡忒的神像，每个人家中则以赫卡忒为门阈之神，以界定保护家庭远离邪恶。赫卡忒也是女巫的守护神，她曾帮助自己的女祭司美狄亚获取伊阿宋的爱情，并指导她配制使科尔喀斯凶龙昏睡的魔药。另外一说，赫卡忒就是美狄亚（或喀耳刻，二者皆为女巫）的母亲，她们的高强魔法都是来自于她的传授。自从欧里庇得斯写了悲剧《美狄亚》之后，赫卡忒便经常与黑魔法联系在一起。在中世纪和近代的欧洲，人们视赫卡忒为女巫和妖魔鬼怪的庇护者（莎士比亚在《麦克白》中引用了这一点），并将她称为“女巫皇后（Queen of Witches）”。赫卡忒在冥府的侍从是复仇三女神—厄里倪厄斯（Erinnyes）、恩浦萨（Empusas）、摩耳摩（Mormo）以及冥府的诸位幽冥仙女拉姆帕德斯（Lampades）。赫卡忒的另一个重要职能是作为执掌交叉路口的神，她的神像经常被安置在十字路口或三岔路口处，人们相信这些路口是鬼魂出没的地方。
在晚期希腊神话中，赫卡忒与塞勒涅、阿耳忒弥斯和珀耳塞福涅等女神混同起来，并被认为赫卡忒具有她们的职能（月神、猎神和地神）。有些神话将赫卡忒说成是冥后珀耳塞福涅的侍从，负责掌管死人的亡魂，在冥界的地位仅次于冥王哈得斯与冥后珀耳塞福涅。荷马颂歌中写到，赫卡忒目睹了冥王哈得斯抢走珀耳塞福涅的过程，还在得墨忒耳（珀耳塞福涅之母）寻找其女儿的过程中帮了忙。赫卡忒也被认为与阿耳忒弥斯一样是野兽和丛林的主宰，这可能反映了她早先曾是荒野女神。另外，赫卡忒还具有月神的属性，她的名字有时被用来指代月亮。如拜伦曾写道：“他们在惨淡的月光中入睡”（Alike beheld beneath pale Hecate's blaze）。古希腊人认为天界的三位月亮女神：福柏（Phoebe）、塞勒涅（Selene）和阿耳忒弥斯（Artemis）象征着月亮的三个月相（新月、满月和弯月或月盈、月圆和月缺），古希腊人因此不能解释月亮不同的周期变化，所以很容易产生这样迷信的说法，月亮看不见了是因为它去了冥府，所以古希腊人认为月亮的黑暗面则是冥月或阴月，代表着居住在冥界的女巫皇后赫卡忒。崇拜巫术的威卡教和一些传说也把赫卡忒立为月亮女神的三面形象中的一柱，月亮女神在天界的形象是代表月亮光明与神圣的塞勒涅；在人间的形象则是代表着亦正亦邪的阿耳忒弥斯；在阴间的形象则是象征着邪恶与死亡的赫卡忒（有时候赫卡忒也会被冥后珀耳塞福涅替代）。美国的神学作家芭芭拉·沃克（Barbara G. Walker）表示赫卡忒在天界是身为月神的塞勒涅，在大地是身为女猎神的阿耳忒弥斯，在冥界则是身为破坏神的珀耳塞福涅；赫卡忒同时也是天国女王的三相一体中的一个面相，代表了少女、母亲和老妪，分别象征赫柏、赫拉和赫卡忒。

## 三面形象

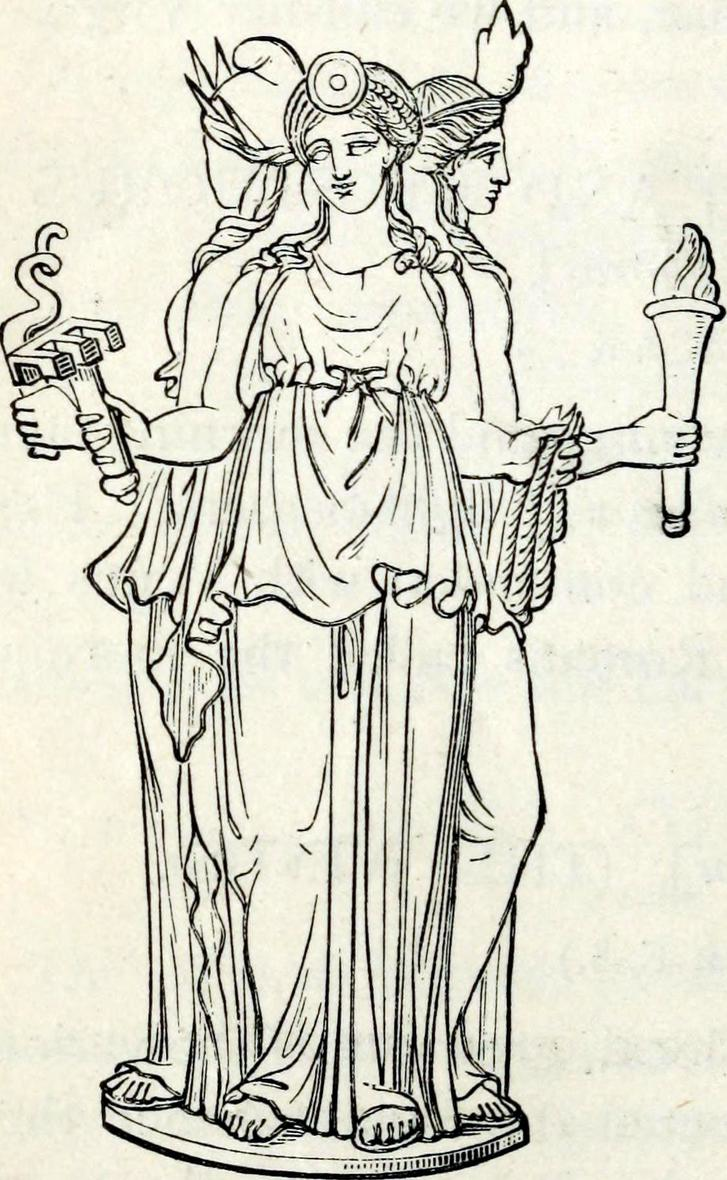
19世纪画家笔下的赫卡忒形象。

在古希腊艺术作品中，赫卡忒具有突出的三面式形象，即拥有朝着不同方向的三头、三身和六臂，所以赫卡忒能够看到任何方向或任何极为遥远的地方。之所以赫卡忒能够亲眼目睹珀耳塞福涅被哈得斯强行掳走的情景，正是因为她能够洞悉天下一切事物，无所不知。这时候具有月神属性的赫卡忒是智慧的先知和生命的启迪者。
她的大多数雕像都是三位一体的，在雅典，赫卡忒是家庭的保护神。据说赫卡忒只在没有月亮之光或月光暗淡的深夜出现，只有向赫卡忒献祭鲜血、蜂蜜、牛奶、黑色母羊或是赫卡忒晚餐才可以召唤她，是一位极为恐怖的女神。一般召唤者都不会见到赫卡忒的真身，只会听见身后传出脚步声或狗吠声，并且召唤者还不能回头去看，否则献祭不会有效。
有证据显示，赫卡忒原来的形象并非三面的，而是只有一个人体。保萨尼阿斯说最早把赫卡忒表现成三面式的人是雕塑家阿尔卡墨涅斯。在很长一段时间里人们继续制作只有一面的赫卡忒。但是在古典时代流行的就是三面式的赫卡忒了。在这些雕塑中女神被表现为一个高大强壮的女人，头发中缠绕着毒蛇，一手举着火炬（有时是手里拿着蛇、钥匙或匕首）。
一些受古埃及信仰影响的神秘主义教派把赫卡忒表现成拥有三个动物头的女神，三个动物分别是：狗，蛇和马（有时候其中一个被狮子头替代）。但更传统的古希腊艺术避免了这种形象。
在帕加马大祭坛的浮雕上所雕刻的内容是与癸干忒斯战斗的众神中还包括了赫卡忒，她被描绘成一个三头六臂、各手分别持有剑、矛和火炬的斗士。在伪阿波罗多洛斯的《书库》第一卷中就讲述了赫卡忒在此战斗中用火炬的熊熊烈焰烧死了巨人刻吕提俄斯（Klytios）。

## 其它
赫卡忒在罗马神话中的对应者是特里维亚（Trivia），这是从赫卡忒的一个希腊语别名“特里俄狄提斯”转化而来。特里维亚是掌管三岔路口的女神（“Trivia”的拉丁语含义是“三条路”），由于她继承了对大地、海洋、和天空的力量，所以罗马人认为特里维亚的三个头是代表天空的卢娜、大地的狄安娜，以及冥府的普洛塞庇娜。她协助谷物女神刻瑞斯在冥界搜寻她的女儿普洛塞庇娜的下落，并在她们团聚后成为了普洛塞庇娜在冥界的守护者。
赫卡忒的其它名称包括：克拉塔厄斯（“有权力的”），厄诺狄亚（“道路女神”），安塔尼亚（“人类之敌”），普罗皮莱亚（“门阈女神”），索特厄拉（“救星”），等等。
小行星100号权神星的名字就是取自于赫卡忒。日本輕小說《刀劍神域》幽靈子彈篇中的女主角詩乃拿著的反物資狙擊槍黑卡蒂II便取名於赫卡忒，同是日本輕小說的《灼眼的夏娜》中的「化裝舞會」「三柱臣」其中之一——「頂座」黑卡蒂（ヘカテー）也是如此。而2015年发售的电子游戏《东方绀珠传》中，幕后黑手之一赫卡提亚·拉碧斯拉祖利（ヘカーティア・ラピスラズリ，Hecatia Lapislazuli）也是以希腊神祇赫卡忒为原型的。

## 新异教信仰
在现代异教信仰中，对赫卡忒女神的崇拜主要由威卡教、古希腊民族宗教(Ἑλληνικὴ εθνική θρησκεία)、希腊异教徒(Ἑλλήνιον)和YSEE来一同复兴。威卡教中的赫卡忒女神被视为三相女神中老妪的形象，掌管着咒符、巫术和冥界的鬼魂，代表了月相在亏蚀阶段的下弦月，是智慧、安息、死亡和终结的象征。

## 资料来源
1. 《神话辞典》，（苏联）M·H·鲍特文尼克等，统一书号：2017·304
2. 《世界神话辞典》，辽宁人民出版社，ISBN 7-205-00960-X
3. 《古希腊罗马神话鉴赏辞典》，吉林出版社，ISBN 7-206-04846-3
4. 《童話中的反動思維──以狼和女巫形象之遞嬗為討論核心》，秀威資訊科技股份有限公司，ISBN 978-986-221-392-6